# Immunoglobuline G4
Immunoglobuline G4 (IgG4) is de onder normale omstandigheden minst voorkomende variant van menselijk immunoglobuline G. Hoewel het eiwit structureel grote gelijkenissen vertoont met de andere IgG-subklassen (IgG1, IgG2 en IgG3) heeft het enkele unieke chemische eigenschappen. Daarvan is de opvallendste misschien wel het vermogen om halfmoleculen onderling uit te wisselen (de zogenaamde Fab-armuitwisseling), waardoor bivalente antistoffen kunnen ontstaan.
De meest gebruikte normaalwaarde voor de hoeveelheid IgG4 in het bloed ligt tussen de 0,08 en 1,40 gram per liter.
Onder sommige omstandigheden kan de hoeveelheid IgG4 in het bloed of in de weefsels verhoogd zijn. Dat hoeft niet te wijzen op een schadelijk proces: de hoeveelheid IgG4 is bijvoorbeeld soms hoger bij mensen die veel met bijen werken (imkers), waarbij het IgG4 waarschijnlijk in grotere hoeveelheden wordt aangemaakt om de betrokken persoon te beschermen tegen het risico op een anafylactische reactie gericht tegen bijengif.
Bij patiënten met een IgG4-gerelateerde ziekte is de concentratie IgG4 van het bloed eveneens vaak verhoogd. Waarschijnlijk speelt dit IgG4 bij deze patiënten wel een rol in het ziekteproces.
Tot slot kan het IgG4-gehalte ook verhoogd zijn bij patiënten met andere ziekten. Bij enkele zeldzame bloedkankers vindt een massale vermenigvuldiging van het aantal IgG4-producerende cellen plaats, waardoor ook het IgG4-gehalte stijgt. Ook hebben sommigen met andere kwaadaardige ziekten een verhoogd serum-IgG4 en kan bij een deel van de mensen met auto-immuunziekten een (licht) verhoogde concentratie IgG4 worden gemeten.
Een (licht) verhoogde concentratie van IgG4 is dan ook een weinig specifieke bevinding.